# Cheryl Lynn
Cheryl Lynn, nata Lynda Cheryl Smith (Los Angeles, 11 marzo 1957), è una cantante statunitense.
Il suo brano più famoso è Got to Be Real, pubblicato nel 1978 come suo singolo di debutto.

## Discografia

### Album studio
- 1978 - Cheryl Lynn
- 1979 - In Love
- 1981 - In the Night
- 1982 - Instant Love
- 1983 - Preppie
- 1985 - It's Gonna Be Right
- 1987 - Start Over
- 1989 - Whatever It Takes
- 1995 - Good Time

### Raccolte
- 1996 - Got to Be Real: The Best of Cheryl Lynn